# 身代神社
身代神社（このしろじんじゃ）は、埼玉県南埼玉郡宮代町の神社。宮代町の「代」の由来となった神社である。

## 歴史
1242年（仁治3年）3月に勧請された。別当寺だった「龍光院」の「身代山由来記」によれば、武蔵国足立郡大宮郷（現・埼玉県さいたま市大宮区）の氷川神社の祭神である素戔嗚命と同じであり、その素戔嗚命が大蛇を退治して清々（すがすが）しさを感じたことから、当地を「須賀（すが）」と命名したという。龍光院は本山派修験道の寺院であったが、明治初期の神仏分離により、廃寺に追い込まれた。
1873年（明治6年）、近代社格制度に基づく「村社」に列せられた。

## 「このしろ」の由来
「身代」は身代金（みのしろきん）の例でもわかるように、通常は「みのしろ」と読み、江戸時代後期の地誌『新編武蔵風土記稿』でも当社の「身代」を「みのしろ」としている。しかし、当社は昔から「このしろ」と読んでいる。これは食用の海水魚「コノシロ」に由来しており、次のような逸話が残されている。
ある時、某武将が奥州に逃れる際に、その姫君が追手に捕まりそうになった。当時の村人はコノシロの魚を焼き、追手にその臭いを嗅がせ、「姫は既に亡くなり、荼毘に付している。」と説明した。コノシロを焼いた臭いは、遺体を焼く臭いに似ていた。追手は納得し、それ以上の追跡を諦めた。これにより姫は命拾いをした。姫はこれに感謝して当社を祀ったという。

## 交通アクセス
- 東武動物公園駅より徒歩20分。